# The Bowling Alley Cat
«Кот-кегельбанщик» (англ. The Bowling Alley-Cat) — седьмой эпизод в серии короткометражек Том и Джерри. В этом эпизоде Том и Джерри играют в боулинг в опустевшем зале. Мультфильм был выпущен 18 июля 1942 года.

## Сюжет
События происходят в зале для игры в боулинг. Джерри идет к дорожке и начинает на ней скользить, как на катке. Неожиданно на дорожке появляется Том. Он гоняется за Джерри и в итоге падает на пол. Джерри при помощи хвоста Тома бросает кота в кучу мусора. Том высовывается из кучи со взрывом вулкана. Джерри убегает от кота к кеглям и сам себе устраивает ловушку. Том кидает в него шаром, размахивая им, как ядром на Олимпийских играх. Перед тем, как мяч врезается в кегли, Джерри залезает на 1-ю кеглю и уклоняется от удара, отпрыгивая от точки удара на кегле. Том бросает мяч опять и сбивает левые кегли. С третьей попытки нижнюю часть кегли Джерри сбивает. Четвёртым броском Том сбивает середину. Остаются только две кегли, образующие сплит, и Джерри прячется за последней. Том кидает шар в сторону 10-й, но шар в последнюю секунду резко поворачивает влево и сбивает 7-ю.
Том бросает шар ещё раз, но Джерри отбивает его кеглей, как битой. Том бежит назад, пытаясь поймать его. У входа в бильярдную, мяч врезается в Тома и кот проламывает пол. Встав из дыры, Том обнаруживает, что шар занял у него ещё одну голову. Том бежит за Джерри, закрепившемся на новых кеглях. Джерри спрыгивает с кегель, Том в них врезается. Автомат с отверстиями для расставления новых кегель превращает Тома в кеглю вместе с остальными. Том освобождается от этой формы и продолжает погоню. Кот толкает ряд шаров на горке, и они, как поезд, гонятся за бегущем на их пути Джерри. Джерри убегает от «поезда» и направляет его на Тома. Том получает шарами по голове и подбегает к шарам на платформе за Джерри, который прячется в одном из них. Однако, засовывая палец в дыры шара, Том случайно достаёт Джерри, укусившего его, издавая рычащие звуки. Тогда, когда Джерри обратно упал в шар, отплёвываясь от пальца Тома, Том дует в них по очереди, чтобы Джерри вылетел из дыры. Джерри выскакивает, но Тому недолго удаётся его схватить, так как шар свалился ему на ногу. Далее, когда он догнал Джерри, тот попросту сам прыгнул ему на ногу, и Том опять слегка кричит от боли, потерпев неудачу, Том обвязывает шар узлом, чтобы Джерри из него не вылез. Джерри успевает выскочить из дыры и залезает в другой шар, попутно привязав хвост кота к шару. Том ищет Джерри, и тот стоит рядом с ним. Том понимает, что к чему, и яростно продолжает погоню за мышонком, но хвост ему мешает, цепляясь шаром за препятствия. В конце концов, шар цепляется за металлические балки под скамьей, под которую бежит Джерри. Том проскальзывает под скамью, но шар с хвостом остается. Кот изо всех сил бежит за мышью, и шар разрывает скамью и отталкивает Тома с такой силой, что тот сбил все кегли, пробил стену и вылетел на улицу прямо в мусорный бак.
Джерри записывает счёт в табло и отмечает все пункты, отметив в последнем пункте страйк, как будто он сыграл идеальную игру.

## Факты
- Это первый мультфильм, где Том и Джерри играют в спортивные игры.
- Это первый мультфильм, в которой появляется ставшая классической шутка - изменение формы тела Тома после удара.
- Когда Том выплёвывает кучу мусора, его лицо после этого момента похоже на ухмылку Попая.
- Это последний мультфильм, в котором в заглавных титрах была использована музыка 1940 года. (Правда, в некоторых послевоенных сериях она прозвучит ещё раз.)
- Это 3 серия, в которой мышонок Джерри выигрывает.

## Отзыв критика
Одной из лучших серий была картина «Кот из кегельбана». Каскад трюков служит лишь поводом для выразительной игры Тома и Джерри. Стилизованные декорации призваны фокусировать внимание на действии персонажей — их поведение на скользком полу кегельбана возводит фильм в ранг мастерской комедии.
— Леонард Молтин «О мышах и магии. История американского рисованного фильма»